# 血狮
《血狮》（早期标题为《血狮——保卫中国》）是由尚洋电子开发并发行的一款即时战略游戏，于1997年4月27日在Microsoft Windows平台上发布。
《血狮》是尚洋电子研发的第一部作品，所有制作人员此前均无游戏开发经历。游戏仅用7个月便开发完成，由于尚洋电子对开发难度的严重低估，游戏开发流程出现了许多问题，制作团队不得不多次推迟发售日期，并在经销商压力和玩家高度期待下，删除了许多设计草草上市。
游戏因为其糟糕的成品质量与宣传内容大相径庭，遭到玩家的普遍批评，造成当时中国国产游戏整体口碑下滑，被称为中国游戏史上令人最为难忘的失败之一。一些评论认为游戏虽然是失败品，但尚洋电子采用的宣传和营销手段有其可取之处。

## 玩法与情节

### 游戏玩法

《血狮》第一关游戏界面截图，右上角为小地图，右侧为菜单，玩家需要在此对单位下达命令。

游戏采取即時戰術制，共设计了6个关卡，在特定的地图上进行战斗，双方军队自动增援，无需手动购买士兵和武器装备，游戏仅设置有坦克和士兵两个兵种，玩家通过鼠标首先选定单位，随后单击右侧選单对兵种下达休息、行走、攻击、调入命令，再点击地图上的目标以执行命令。敌我以服装颜色辨别，玩家操作方为绿色，敌方为黄色。

### 情节设定
《血狮》的故事发生在2010年，中国遭受一超级大国的侵略，中国军队处于不利局面。玩家需要指挥中国军队抵御外敌入侵，占领敌人指挥部并截取情报，抢夺直升机最终占领敌人航母以扭转战局。
游戏开始时，敌军伞兵突袭占领了后方一座大桥，中国军队派出特遣队试图夺回桥梁。在消灭大桥附近敌军及其援军后，侦察机于峡谷中发现敌人补给基地，上级下达出击命令，摧毁了敌人的补给基地并攻占了指挥所。从基地的战俘得知，基地地下藏有情报中心，遂开展地下突击行动，夺取了敌方大量机密材料和通讯密码本，并摧毁了情报中心的发电设施。但在行动中，部分敌人试图通过密道抵达附近修建的码头逃跑，为了不让敌军情报知道情报泄露，玩家乘胜追击，消灭了试图逃跑的敌人。通过密码本破译敌方通讯得知，一架敌直升飞机正准备前往敌方基地，中国军方决定夺取该飞机，奇袭敌方基地。成功缴获直升飞机后，中国军队选定了部分精锐伪装敌军，潜入敌方航空母舰，打击其核心力量，通过突袭行动，中国军队占领了航空母舰上的升降台，成功迫使敌人投降。

## 开发与发行
尚洋电子原是一家保险软件研发公司，此前从未有过开发电子游戏的经验。1995年，程序员吴刚入职尚洋电子，成为该公司的市场人员。尚洋电子总经理沈习武看好吴刚，委托吴刚率领一个小组对“能够能和他所学专业联系在一起并能体现他文人爱好”的事情进行调研。经过调查和分析，尚洋电子认为国内的游戏市场潜力巨大，顺应市场的需要制作游戏很可能取得成功。制作小组分析了中国市场的情况和游戏适龄人群的思想，将《血狮》的策划案确定为结合当时《命令与征服》上市后最流行的即时战略玩法与高涨的民族反侵略情绪。
游戏于1996年9月正式开始开发，吴刚说服了一些对游戏开发感兴趣的同事加入制作组，整个游戏制作组有五个成员，都没有游戏制作经验。当时吴刚相信优秀的市场运作可以解决所有问题，忽视了游戏程序开发的重要性。游戏在制作初期，吴刚就已经制订了一份完善的市场计划，他联系经销商整理销售渠道，受到经销商们的热烈响应，不到三个月，定货就突破了三千套。吴刚建立了系统的分销体系，第一层为大型批发商，第二层为大型批发商下设的代理批发商，第三层为零售商，游戏通过代理批发商将货发至零售商手中。吴刚为每个层次都提供了一份销售指导手册。
吴刚认为，应当把《血狮》广告专门刊登在一个杂志上，利用当时玩家的传播能力来扩大宣传效果，引起更多玩家的期望。1996年12月，在确定游戏不可能于次年一月一日发售的情况下，尚洋电子在《大众软件》杂志上打出广告，声称，游戏将在1997年1月1日上市。据吴刚所述，制作组通过市场的反响来决定游戏制作下一步的修正。1997年1月，尚洋在《大众软件》上刊登了一个黑白广告。1997年2月和3月连续投放了两个封面，1997年4月又追投了两个彩版。在1997年3月广告中，尚洋电子发起了“玩血狮，赢大奖”活动，奖金最高为8888元人民币。这些广告激起了经销商们的热情，游戏的预定量很快就达到了四万套。
在早期构思中，血狮的玩法更倾向于之后推出的《盟军敢死队》。到1997年春节时，尽管制作组研发信心充足，但游戏开发进度依然十分缓慢。据吴刚回忆，当时主程序员掩盖了很多问题，把问题尽量压了下去，让制作组低估了游戏程序问题的严重程度。到原定发售日的3月23日，完成度只有百分之六十，此时主程序因为薪资待遇原因离开制作组，造成开发人员心理状态不稳定，开发工作陷入瘫痪。吴刚被迫新招入一名程序员解决问题，但由于此前发售日已宣布延期至4月27日，短时间内根本无法解决程序问题，制作组不得不删除大量设计和美术素材，最后保留下来的东西仅仅是当初策划的百分之三十，这让整个制作组感到十分难受，组内气氛降到冰点。
《血狮》宣布延期发售的消息也给经销商造成了巨大的压力，导致武汉某些玩家与经销商爆发冲突。经销商开始向制作组施加巨大的压力，甚至以人身安全相威胁，让吴刚为了在4月27日前完成开发工作不得不妥协删去大部分策划案。4月20日，《血狮》宣告制作完成，送厂压盘但光盘刚刻了一千六百张，位于杭州的压盘厂机器突然出现了问题，早已等得不耐烦的经销商急着抢货，于是其中有部分尚未包装的光盘被经销商半路截走。制作人员只能带着母盘从杭州飞到天津，继续压盘。
因为完全预料到游戏上市后可能出现的问题，尚洋事先建立了相对完善的客户服务系统，以期能尽量减少损失。同时尚洋结合广告向经销商承诺可在《烈火文明》推出之后可以免费把手中的《血狮》调换成《烈火文明》，以期缓和大量退货的冲击。但退货规模远超尚洋和经销商想象，经销商拒绝向玩家退回钱款，进一步恶化了《血狮》的风评。尚洋无条件接受玩家批评，并在《电脑商情报》登出道歉文章。

## 评价
在游戏发售前，《大众软件》对制作组进行专访，称他们为“国产游戏的生力军”，游戏将“令玩家热血沸腾”。
发售后，游戏获得玩家的众多负面评价。《大众软件》编辑部只对游戏作出了“没法玩”的评价，包括《大众软件》创始人裘聿纲在内的一些媒体人认为《血狮》导致当时的玩家对国产游戏失去了信心。《大众软件》编辑祝佳音表示游戏令人失望，模型粗糙、动作简单、AI士兵无法执行玩家命令，以至于游戏根本无法进行。扣除退回的产品，血狮销售量达到1万8千套。
制作人吴刚认为《血狮》在档期和题材选择、市场把握和重视渠道建设方面为国产游戏提供了一些教训。《大众软件》在《血狮》发行五年后认为，《血狮》让国产游戏的发展失去了大好机会，降低了玩家对国产游戏的信任，但吴刚当年的市场营销方式十分前卫，但对游戏开发的认识存在问题，并援引《烈火文明》主策划李波的话称《血狮》抓住热门，市场上没有竞争者，若不是其糟糕品质，实际上《血狮》离成功只有一步之遥。《大众软件》创始人裘聿纲后来承认编辑部当时也对游戏品质之差感到意外，这令他们十分惭愧，觉得辜负了读者信任，因此放弃了后续报道。游戏日报认为《血狮》热销的原因在于找到市场空窗期、契合了当时的民族情绪、集中投放广告的市场营销很成功。一些观点则指出《血狮》实际上对国产游戏的负面影响有限。《家用电脑与游戏》编辑大狗认为《血狮》的负面影响被舆论夸大，将国产游戏市场的不景气归于《血狮》的失败，未免有些偏激，研发水平低下、推广经验不足、盗版和引进游戏挤压才是国产游戏难以为继的真正原因。祝佳音认为，《血狮》代表了当时国产游戏的平均水准，它的失败对于刚刚起步的国产游戏而言谈不上倒退。